# Чемпионат Европы по лёгкой атлетике в помещении 1981 — прыжок с шестом (мужчины)
Соревнования по прыжкам с шестом у мужчин на чемпионате Европы по лёгкой атлетике в помещении в Гренобле прошли 22 февраля 1981 года во Дворце спорта.
Действующим зимним чемпионом Европы в прыжках с шестом являлся Константин Волков из СССР.

## Рекорды
До начала соревнований действующими были следующие рекорды в помещении.
| Высшее мировое достижение Рекорд Европы | Константин Волков (СССР)  | 5,70 м | Москва, СССР       | 6 июля 1980    |
| Высшее мировое достижение Рекорд Европы | Тьерри Виньерон (Франция) | 5,70 м | Лион, Франция      | 18 января 1981 |
| Рекорд чемпионатов Европы               | Константин Волков (СССР)  | 5,60 м | Зиндельфинген, ФРГ | 1 марта 1980   |
| Рекорд чемпионатов Европы               | Владимир Поляков (СССР)   | 5,60 м | Зиндельфинген, ФРГ | 1 марта 1980   |
| Лучший результат сезона в мире          | Тьерри Виньерон (Франция) | 5,70 м | Лион, Франция      | 18 января 1981 |
| Лучший результат сезона в Европе        | Тьерри Виньерон (Франция) | 5,70 м | Лион, Франция      | 18 января 1981 |

## Расписание
| Дата            | Раунд соревнований |
| --------------- | ------------------ |
| 22 февраля 1981 | Финал              |

Время местное (UTC+2)

## Медалисты
| Золото                  | Серебро                 | Бронза                   |
| Тьерри Виньерон Франция | Александр Крупский СССР | Жан-Мишель Белло Франция |

## Результаты
Обозначения: WB — Высшее мировое достижение | ER — Рекорд Европы | CR — Рекорд чемпионатов Европы | NR — Национальный рекорд | WL — Лучший результат сезона в мире | EL — Лучший результат сезона в Европе | PB — Личный рекорд | SB — Лучший результат в сезоне | DNS — Не вышел в сектор | NM — Без результата | DQ — Дисквалифицирован

Основные соревнования в прыжке с шестом у мужчин прошли 22 февраля 1981 года. Квалификация на чемпионате не проводилась, поэтому в сектор вышел сразу 21 легкоатлет. 20-летний француз Тьерри Виньерон впервые в карьере стал чемпионом Европы и повторил своё же высшее мировое достижение для помещений — 5,70 м (мировые рекорды официально не регистрировались до 1988 года).
| Место | Атлет              | Гражданство    | Результат | Примечания   |
| ----- | ------------------ | -------------- | --------- | ------------ |
| 1     | Тьерри Виньерон    | Франция        | 5,70 м    | =WB, =WL, CR |
| 2     | Александр Крупский | СССР           | 5,65 м    | PB           |
| 3     | Жан-Мишель Белло   | Франция        | 5,65 м    | PB           |
| 4     | Патрик Десруэль    | Бельгия        | 5,60 м    | NR           |
| 5     | Мариуш Климчик     | Польша         | 5,55 м    | PB           |
| 6     | Филипп Увьон       | Франция        | 5,55 м    |              |
| 7     | Владимир Поляков   | СССР           | 5,55 м    |              |
| 8     | Атанас Тарев       | Болгария       | 5,50 м    | PB           |
| 9     | Брайан Хупер       | Великобритания | 5,45 м    | NR           |
| 10    | Александр Черняев  | СССР           | 5,35 м    |              |
| 11    | Гюнтер Лоре        | ФРГ            | 5,35 м    |              |
| 12    | Раули Пудас        | Финляндия      | 5,35 м    |              |
| 13    | Иво Янчев          | Болгария       | 5,35 м    | PB           |
| 14    | Миро Залар         | Швеция         | 5,35 м    |              |
| 15    | Тапани Хаапакоски  | Финляндия      | 5,25 м    | PB           |
| 16    | Рохер Ориоль       | Испания        | 5,25 м    |              |
| 17    | Петр Габель        | Чехословакия   | 5,15 м    |              |
| 18 !  | Илкка Пеккала      | Финляндия      | NM        |              |
| 18 !  | Збигнев Матыка     | Польша         | NM        |              |
| 18 !  | Бернд Мюллер       | ФРГ            | NM        |              |
| 18 !  | Кит Сток           | Великобритания | NM        |              |